# Psila sonora
Psila sonora är en tvåvingeart som beskrevs av Shatalkin 1986. Psila sonora ingår i släktet Psila och familjen rotflugor. Inga underarter finns listade i Catalogue of Life.